# Monoxia inornata
Monoxia inornata är en skalbaggsart som beskrevs av Blake 1939. Monoxia inornata ingår i släktet Monoxia och familjen bladbaggar. Inga underarter finns listade i Catalogue of Life.